# 優剛
優剛（優剛、ゆうごう、yuugou 年月日生まれ ）は、日本のミュージシャン、キーボーディスト、作曲家、編曲家、ヴォイスディレクター。

## 略歴
北海道出身。母が演歌歌手だったこともあり幼い頃から音楽を学ぶ。大学は都内の音楽大学に進み5ヶ月で中退。メロディー、ボーカルを生かし制作、演奏、CM音楽や、ミュージカル、などの制作、ディレクター、アーティスト育成にも定評がありインディーズアーティストの育成などにも定評がある。

## 共演アーティスト
制作、演奏、ディレクター、ディレクションetc,,,を、以下の人物に実施。
片岡大師、こおり健太、松原健之、堀江淳、H2o、星野裕也、アイドリング！！、モーニング娘、claris、nanami、番匠谷紗衣、miwa、綺咲愛里、MACO、藍井エイル、井出綾香etc...

## 出演
フジテレビ系列「林修のニッポンドリル」音楽家100人に選出されテレビ出演。